# Katholische Kirche Flims

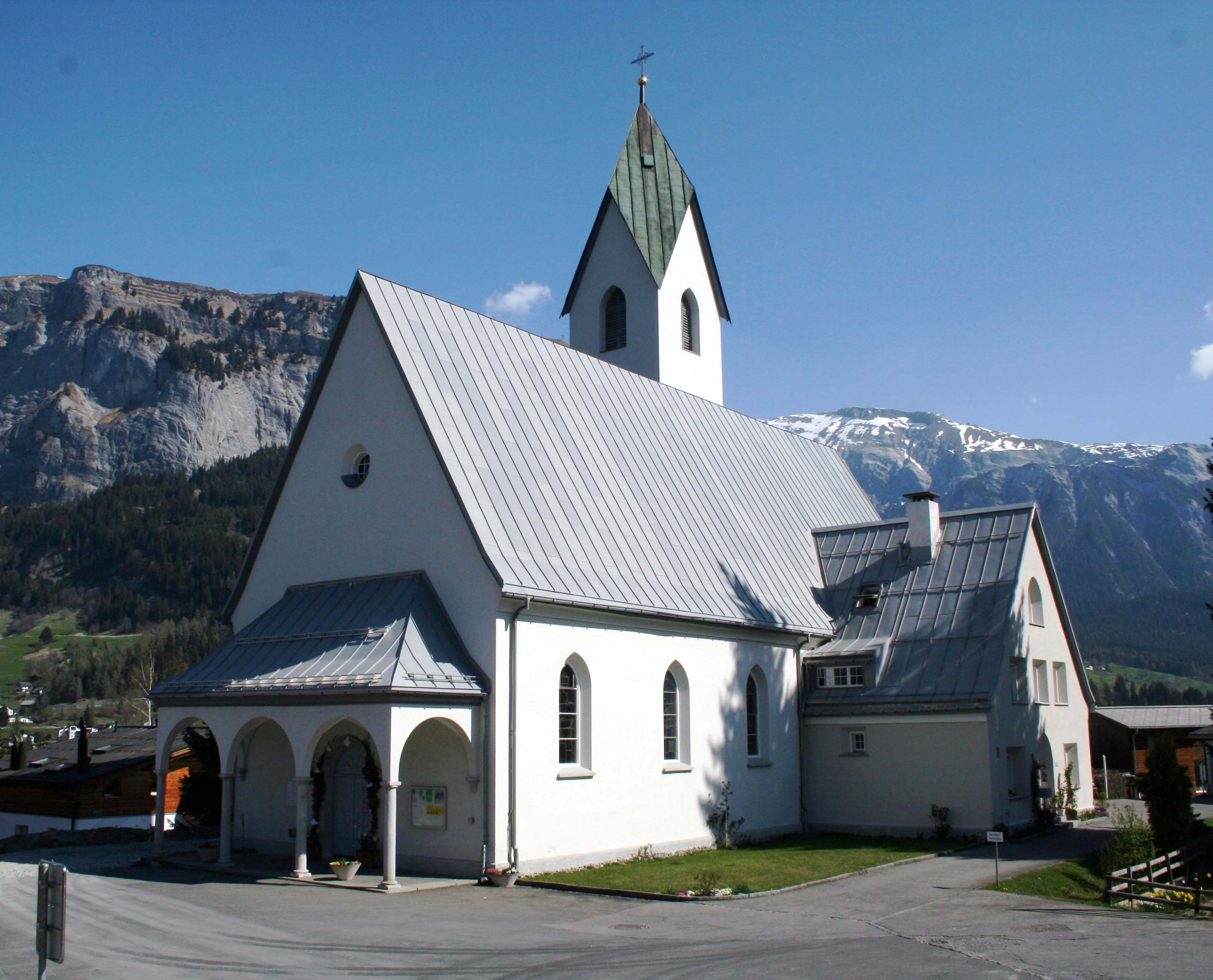
Katholische Kirche St. Josef in Flims-Waldhaus

Die katholische Kirche St. Josef in Flims im Schweizer Kanton Graubünden ist das Gotteshaus der dortigen römisch-katholischen Kirchgemeinde. Sie steht seit 1937 im Dorfteil Waldhaus.

## Die Entwicklung der Kirchgemeinde

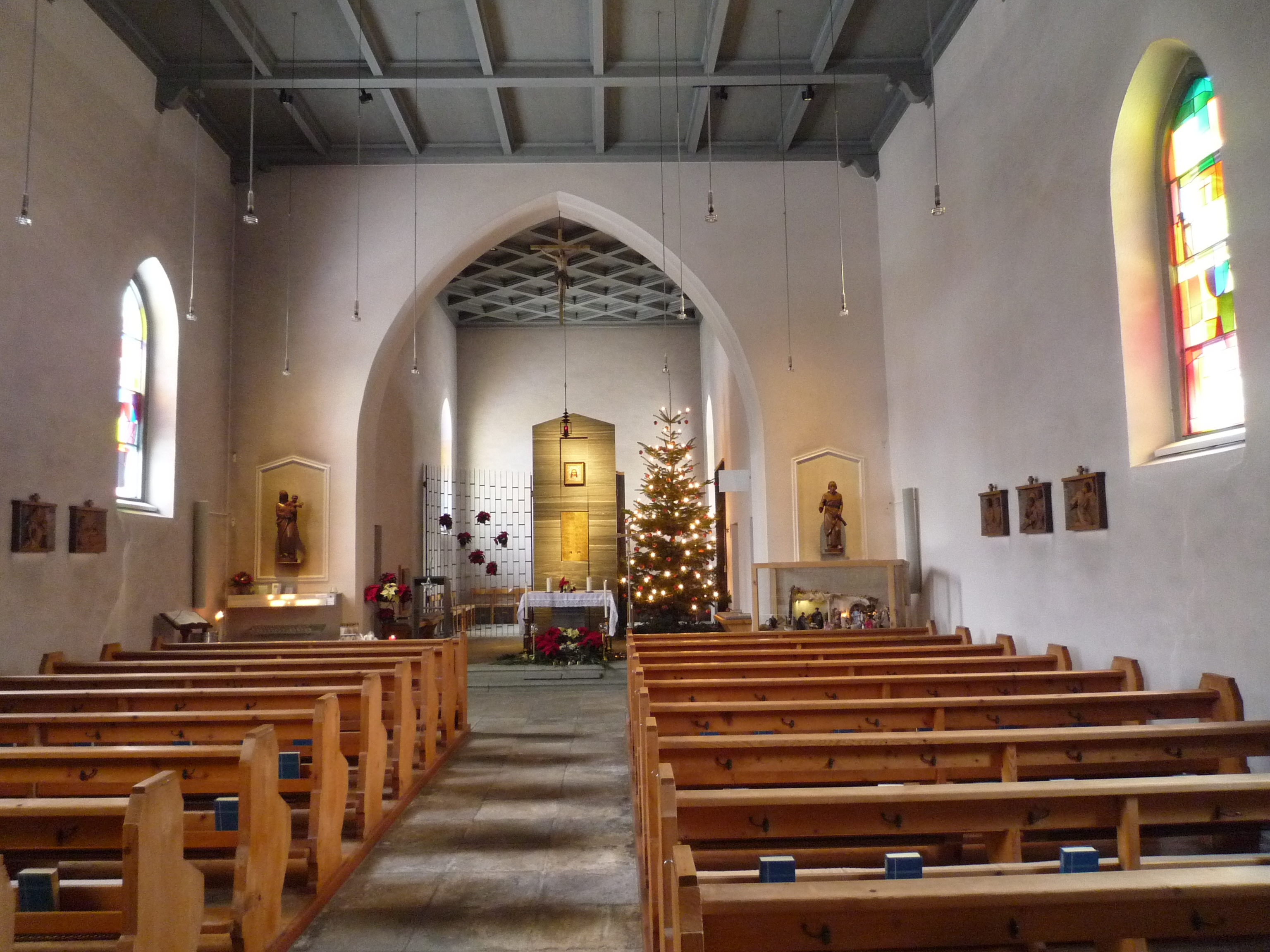
Flims, St. Josef, innen

Bis zum Einzug der Reformation 1528 war die auf das Jahr 831 zurückgehende Martinskirche das katholische Gotteshaus von Flims. Nachdem die Flimser komplett zum neuen Glauben übergetreten waren, existierte im Bergbauerndorf bis zum einsetzenden Tourismus um 1870 de facto keine katholische Kirchgemeinde mehr. Ab diesem Zeitpunkt liessen sich aufgrund der wirtschaftlichen Situation in zunehmender Anzahl Katholiken in Flims nieder, für welche der Pfarrer von Laax zuständig war. 
1920, mit rund 100 Katholiken im Dorf, wurde der Wunsch nach einer eigenen Kirche laut. Im Jahre 1925 führte der Pfarrer von Laax, Michel Anton Alig, einen regelmässigen Sonntagsgottesdienst ein, zuerst im Pfrundhaus bei der Dorfkirche. Nachdem einmal der Altar entfernt und in ein Tobel geworfen worden war, suchte man einen eigenen Raum und fand ihn in der Villa Badus in Flims Waldhaus.
Ebenfalls im Jahre 1925 hatte der Diözesankultusverein Chur auf der Örtlichkeit Cresta eine Wiese von 2000 m2 für 6‘500 Franken gekauft. In den folgenden Jahren wurde bis 1934 durch den massgeblichen Initiator Pfarrer Martin Gartmann aus Laax die Geldsammlung für den Bau der Kirche abgeschlossen. Es kamen 60‘000 Franken zusammen, und im Winter 1934 erteilte Bischof Laurenz Matthias Vincenz von Chur die Bewilligung, den Bau zu beginnen. Für die Pläne zeichnete der Architekt P. A. Furger aus Luzern verantwortlich, während die Ausführung ab dem 18. Mai 1934 J. Ulrich Coray aus Ilanz unterstand. Am 30. Juni 1934 erfolgte die Grundsteinlegung. Am 3. Mai 1936 fand die Benediktion der Kirche durch Generalvikar Christian Caminada statt.
Am 24. Oktober 1937 hielt der aus dem Württembergischen stammende erste Pfarrer Georg Käufler den ersten Gottesdienst in der neuen Kirche. Käufler starb nach nur einem Jahr im Amt an einer Lungenentzündung. Erst 1962 wurden die ersten Firmungen durch  Bischof Johannes Vonderach erteilt, es waren dies die ersten Firmungen in Flims seit der Reformation und die erste Firmung in der St.-Josephs-Kirche.

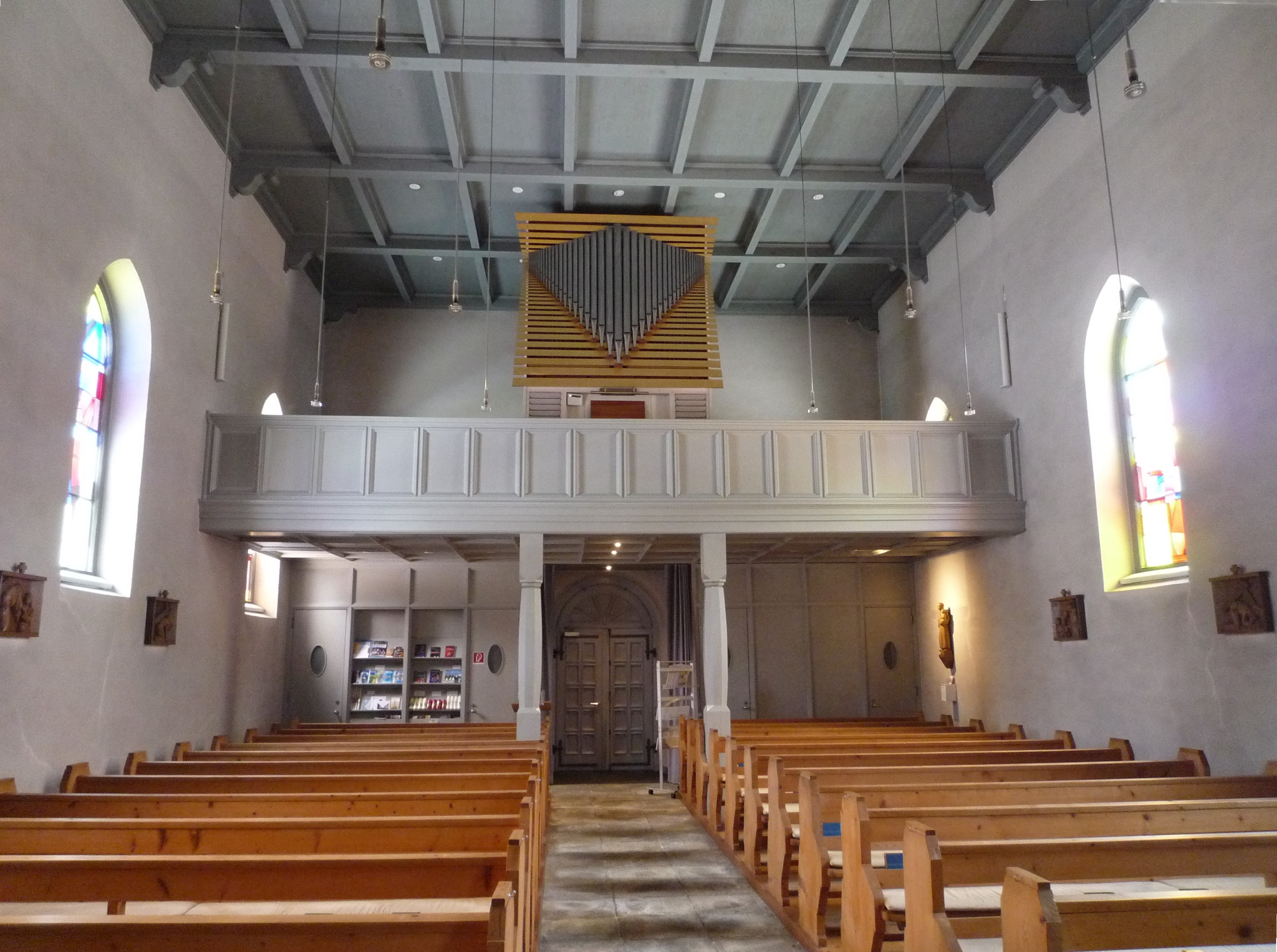
St. Josef, Blick zur Orgel

Im Jahre 1939 folgten die Altäre. Eine Heizung war 1951 beschafft worden; der Norge-Warmluft-Ölfeuerungsofen kostete damals 920 Franken. Am 8. Mai 1965 wurden die auf das Geläut der Martinskirche im Dorf abgestimmten Glocken aufgezogen, danach folgten 1971 die heutigen Bleiglasfenster und im Jahr 1979 die erste Orgel.
Im Jahr 1989 wurde eine Gesamtrenovsation der Kirche durchgeführt. In diesem Zusammenhang wurde von Arno Caluori aus Says eine neue Orgel eingebaut, die am Ostersonntag 1990 eingeweiht wurde. Sie verfügt über 16 Register auf zwei Manualen und Pedal. Den Prospekt entwarf das Architekturbüro Rudolf Fontana, Domat/Ems.
1995 wurde dann noch das neue Gebäude für Pfarrhaus und Begegnungszentrum fertig gestellt, das 2006 um einen Jugendraum ergänzt wurde.

## Glocken
Im Kirchturm mit Rautenhelm hängt ein Geläut von vier Glocken:
| Nr. | Name                  | Gewicht | Schlagton | Inschrift                                                             |
| --- | --------------------- | ------- | --------- | --------------------------------------------------------------------- |
| 1   | Dreifaltigkeitsglocke | 1500 kg | es′       | Gloria + Patri et + Filio et + spiritui sancto                        |
| 2   | Marienglocke          | 850 kg  | ges′      | Maria Mutter der Barmherzigkeit, erbitte uns den Frieden              |
| 3   | Josephsglocke         | 650 kg  | as′       | Heiliger Josef, Schutzpatron, empfiehl uns deinem lieben Sohn         |
| 4   | Martinsglocke         | 350 kg  | ces″      | Sogn Martin Patrun da nossa cuntrada, nus conforta en la cardientscha |